# Nana Ama Odame-Okyere
'Nana Ama Odame-Okyere là một nữ hoàng sắc đẹp Ghana được chọn làm Hoa hậu Trái Đất Ghana 2014. Với danh hiệu này, cô có quyền đại diện cho Ghana tham gia cuộc thi Hoa hậu Trái Đất 2014.

## Các cuộc thi

### Hoa hậu Trái Đất Ghana
Nana Ama Odame-Okyere được chỉ định là "Hoa hậu Trái Đất Ghana 2014" của đất nước Ghana. Cuộc thi được tổ chức vào đầu năm 2015, là lần tổ chức thứ 15 của cuộc thi Hoa hậu Trái Đất.

### Hoa hậu Trái Đất 2014
Bằng cách là Hoa hậu Trái Đất Ghana, Nana Ama đã bay đến Philippines vào tháng 11 để cạnh tranh với gần 100 ứng cử viên khác để trở thành người kế nhiệm của Alyz Henrich với tư cách Hoa hậu Trái Đất.
Khi được giới thiệu trên trang web cuộc thi Hoa hậu Trái Đất, trả lời câu hỏi về những gì cô có thể quảng bá về đất nước của mình, cô trả lời: "Tôi rất tự hào về đất nước Ghana của tôi. Nước tôi có hồ nhân tạo lớn nhất thế giới, bị chia cắt bởi Kinh tuyến Greenwich và cũng có nhiều nguồn tài nguyên thiên nhiên như vàng, kim cương, gỗ và bô xít. Đất nước tôi vẫn là một trong những nền dân chủ ổn định nhất ở châu Phi, đã thành công trong việc chuyển giao quyền lực một cách hòa bình mà không có bất cử một việc bạo lực nào xảy ra. Tôi có thể quảng bá một số địa điểm du lịch ở đất nước của tôi, một số trang web do con người tạo ra này là các mũi bờ biển và các lâu đài bị bỏ hoang... "